# LudOS
ludOS est un petit système d'exploitation gratuit pour les anciens PC.  Il fonctionne seulement sous des ordinateurs compatibles PC (286 et supérieur) et MS-DOS 4 et supérieur.
Ce  petit système est développé avec trois langages de programmation : le C, le C++ et le QuickBasic.
LudOS a été abandonné fin 2008.

## Objectifs
L'objectif initial est que la version Basic puisse tourner au minimum sur un 286 pour permettre à tous les PC de pouvoir l'exécuter (des versions 32 bits, 386+ et Pentium sont prévues). Pour résumer, le principe de LudOS est de concilier le monde UNIX et le monde DOS dans un même optique d'interopérabilité et de compatibilité.

## Code d'erreur
Le système d'exploitation LudOS possède son propre système de codes d'erreurs personnalisé. Voici une liste exhaustive qui provient de la documentation officielle de LudOS :

### Système Ludos
- S00: Erreur inconnue avec le système LudOS
- S01: Impossible de trouver le gestionnaire de fichiers systèmes
- S02: Système verrouillé par l'administrateur
- S03: Informations de connexion de l'administrateur introuvables

### Système de fichier
- F00: Erreur inconnue dans le système de fichiers
- F01: Structure système de LudOS invalide

### Écran et affichage
- E00: Erreur inconnue d'affichage et/ou d'écran
- E01: Erreur fatale (Problème de calibrage de l'écran d'origine inconnue)